# Wybory do Parlamentu Europejskiego w Niemczech w 2014 roku
Wybory do Parlamentu Europejskiego VIII kadencji w Niemczech zostały przeprowadzone 25 maja 2014. Niemcy wybrali 96 eurodeputowanych. Frekwencja wyniosła 48,12%.
Próg wyborczy w porównaniu z poprzednimi wyborami początkowo obniżono z 5% do 3%, jednak w 2014 na trzy miesiące przed głosowaniem Federalny Trybunał Konstytucyjny uznał również ten próg za niekonstytucyjny.

## Wyniki
| Lista wyborcza                                                              | Głosy                          | %                | Mandaty | Zmiana   |
| --------------------------------------------------------------------------- | ------------------------------ | ---------------- | ------- | -------- |
| CDU/CSU * Unia Chrześcijańsko-Demokratyczna * Unia Chrześcijańsko-Społeczna | 10 374 758 8 807 500 1 567 258 | 35,36 30,02 5,34 | 34 29 5 | –8 –5 –3 |
| Socjaldemokratyczna Partia Niemiec                                          | 7 999 955                      | 27,27            | 27      | +4       |
| Związek 90/Zieloni                                                          | 3 138 201                      | 10,70            | 11      | –3       |
| Die Linke                                                                   | 2 167 641                      | 7,39             | 7       | –1       |
| Alternatywa dla Niemiec                                                     | 2 065 162                      | 7,04             | 7       | +7       |
| Wolna Partia Demokratyczna                                                  | 986 253                        | 3,36             | 3       | –9       |
| Freie Wähler                                                                | 428 524                        | 1,46             | 1       | +1       |
| Niemiecka Partia Piratów                                                    | 424 510                        | 1,45             | 1       | +1       |
| Die Tierschutzpartei                                                        | 366 303                        | 1,25             | 1       | +1       |
| Narodowodemokratyczna Partia Niemiec                                        | 300 815                        | 1,03             | 1       | +1       |
| Niemiecka Partia Rodzin                                                     | 202 871                        | 0,69             | 1       | +1       |
| Ekologiczna Partia Demokratyczna                                            | 185 119                        | 0,64             | 1       | +1       |
| Die PARTEI                                                                  | 184 525                        | 0,63             | 1       | +1       |
| Pozostali                                                                   | 516 063                        | 1,76             | 0       | –        |
| Razem                                                                       | 29 340 700                     | 100              | 96      | –3       |